# Psammoecus bipunctatus
Psammoecus bipunctatus es una especie de coleóptero de la familia Silvanidae.

## Distribución geográfica
Habita en Europa.